# F1 2010
F1 2010 (o anche Formula 1 2010) è un videogioco di guida prodotto da Codemasters, basato sul Campionato mondiale di Formula 1 2010.

## Nuove caratteristiche
La grafica è completamente rinnovata rispetto ai giochi precedenti, con l'introduzione di uccelli e foglie, nella maggior parte dei circuiti, che sorvolano la pista nel bel mezzo della gara; inoltre gli autori del gioco hanno voluto dare più enfasi alla luce del sole, che spesso fa illuminare il parabrezza del veicolo. Con l'introduzione di questi piccoli dettagli, Codemasters si è assicurato il titolo di miglior gioco della categoria.
Il menù di gioco è completamente in 3D, Infatti è possibile stare nel paddock, entrare nel proprio camion e utilizzare il computer e parlare con la propria agente di scuderia. Ad ogni Gran Premio si partirà dal garage dei box dove si possono osservare i meccanici che lavorano sulla vettura.

## Circuiti e Team

### Lista dei piloti e dei team
F1 2010 include tutti i 24 piloti e le 12 squadre che hanno iniziato la stagione 2010 di Formula 1. Le sostituzioni a metà stagione di Sakon Yamamoto, Nick Heidfeld e Christian Klien non sono incluse.
| Team                         | No. | Piloti             |
| ---------------------------- | --- | ------------------ |
| Vodafone McLaren Mercedes    | 1   | Jenson Button      |
| Vodafone McLaren Mercedes    | 2   | Lewis Hamilton     |
| Mercedes GP Petronas F1 Team | 3   | Michael Schumacher |
| Mercedes GP Petronas F1 Team | 4   | Nico Rosberg       |
| Red Bull Racing Renault      | 5   | Sebastian Vettel   |
| Red Bull Racing Renault      | 6   | Mark Webber        |
| Scuderia Ferrari             | 7   | Felipe Massa       |
| Scuderia Ferrari             | 8   | Fernando Alonso    |
| AT&T Williams Cosworth       | 9   | Rubens Barrichello |
| AT&T Williams Cosworth       | 10  | Nico Hülkenberg    |
| Renault                      | 11  | Robert Kubica      |
| Renault                      | 12  | Vitalij Petrov     |
| Force India Mercedes         | 14  | Adrian Sutil       |
| Force India Mercedes         | 15  | Vitantonio Liuzzi  |
| Scuderia Toro Rosso Ferrari  | 16  | Sébastien Buemi    |
| Scuderia Toro Rosso Ferrari  | 17  | Jaime Alguersuari  |
| Lotus Racing Cosworth        | 18  | Jarno Trulli       |
| Lotus Racing Cosworth        | 19  | Heikki Kovalainen  |
| HRT Cosworth                 | 20  | Karun Chandhok     |
| HRT Cosworth                 | 21  | Bruno Senna        |
| BMW Sauber F1 Team Ferrari   | 22  | Nick Heidfeld      |
| BMW Sauber F1 Team Ferrari   | 23  | Kamui Kobayashi    |
| Virgin Racing Cosworth       | 24  | Timo Glock         |
| Virgin Racing Cosworth       | 25  | Lucas Di Grassi    |

| Gara | Nome ufficiale del Gran Premio         | Circuito                         | Sede          |
| ---- | -------------------------------------- | -------------------------------- | ------------- |
| 1    | Gulf Air Bahrain Grand Prix            | Bahrain International Circuit    | Manama        |
| 2    | Qantas Australian Grand Prix           | Albert Park Circuit              | Melbourne     |
| 3    | Petronas Malaysian Grand Prix          | Sepang International Circuit     | Sepang        |
| 4    | Chinese Grand Prix                     | Shanghai International Circuit   | Shanghai      |
| 5    | Gran Premio de España Telefónica       | Circuito di Barcellona-Catalogna | Barcellona    |
| 6    | Grand Prix de Monaco                   | Circuito di Monte Carlo          | Montecarlo    |
| 7    | Turkish Grand Prix                     | Istanbul Park                    | Istanbul      |
| 8    | Grand Prix du Canada                   | Circuit Gilles Villeneuve        | Montréal      |
| 9    | Telefónica Grand Prix of Europe        | Valencia Street Circuit          | Valencia      |
| 10   | Santander British Grand Prix           | Silverstone Circuit              | Silverstone   |
| 11   | Großer Preis Santander von Deutschland | Hockenheimring                   | Hockenheim    |
| 12   | Eni Magyar Nagydíj                     | Hungaroring                      | Hungaroring   |
| 13   | Belgian Grand Prix                     | Circuito di Spa-Francorchamps    | Francorchamps |
| 14   | Gran Premio Santander d'Italia         | Autodromo nazionale di Monza     | Monza         |
| 15   | SingTel Singapore Grand Prix           | Singapore Street Circuit         | Singapore     |
| 16   | Japanese Grand Prix                    | Circuito di Suzuka               | Suzuka        |
| 17   | Korean Grand Prix                      | Korean International Circuit     | Yeongam       |
| 18   | Grande Prêmio Petrobras do Brasil      | Autódromo José Carlos Pace       | San Paolo     |
| 19   | Etihad Airways Abu Dhabi Grand Prix    | Yas Marina Circuit               | Abu Dhabi     |

## Bug
Dopo la prima pubblicazione, gli utenti delle tre piattaforme (PC, PS3 e Xbox 360), hanno avuto un problema riguardo al salvataggio. Codemasters ha annunciato che un file di salvataggio può essere corrotto se un certo numero di azioni sono in contemporanea svolte nel gioco. Per risolvere il problema è stata pubblicata una patch che ha risolto diversi bug migliorando l'IA e la sosta ai box rendendola più rapida anche con altri piloti nella pit lane. Un altro bug risolto è stato quello in cui le vetture si spostano (nel loro giro lanciato) per non far perdere tempo mentre si sta facendo il giro veloce nelle prove libere, nelle qualifiche o in gara (in caso di doppiaggi).
Tuttavia alcuni gravi problemi sono rimasti nel gioco: il bug che trattiene il player nei pit è presente in alcune circostanze e le vetture pilotate dall'IA non sono soggette a usura delle gomme e consumo di carburante. È  semplice notare come tali vetture mantengano lo stesso passo dall'inizio alla fine della gara.

## Accoglienza
Il gioco è stato accolto positivamente, con Codemasters che ha ricevuto elogi per la cura dei dettagli specialmente riguardo alla situazione meteorologica in pista. Infatti, alcuni giornali del tipo Official PlayStation Magazine dell'Inghilterra, ha dato come voto 9 punti su 10 e il giornale IGN UK, come voto, ha dato 8.5 punti su 10. La rivista Play Generation lo classificò come il migliore titolo di guida del 2010.